# Гореницький заказник
Гореницький заказник — один з об'єктів природно-заповідного фонду Київської області, лісовий заказник місцевого значення.
Наукове обгрунтування створення заказника підготовлено експертами Ukrainian Nature Conservation Group.

## Розташування
Заказник розташований в Києво-Святошинському районі Київської області біля села Дмитрівка, в адміністративних межах Дмитрівської та Гореницької сільських рад. Перебуває у віданні Приміського лісництва Державного підприємства Київське лісове господарство.

## Мета
Мета створення заказника — збереження та відтворення цінних природних комплексів, генофонду рослинного і тваринного світу Київської області.

## Значення
Лісовий заказник місцевого значення «Гореницький» має особливу природоохоронну, наукову та естетичну цінність. Дане урочище відіграє значну роль у Національній екологічній мережі.

## Загальна характеристика
Загальна площа лісового заказника місцевого значення «Гореницький» становить 221,0 га. Заказник складається з лісових кварталів 40, 41, 37 та 38. Середній вік лісових насаджень — близько 70—75 років.

## Флора
Флора заказника надзвичайно різноманітна і налічує понад 100 видів вищих рослин. На території збереглися фрагменти вересових та костричникових три-чотириярусних сосняків. Сосна, що є основною породою даної території має тут зімкненість крон 80%. На окремих ділянках ростуть береза, дуб, вільха. Вздовж лісових доріг зростає рослина, занесена до Червоної книги України — лілія лісова. У чагарниковому ярусі зростають чорна і червона бузина, ліщина, свидина криваво-червона, крушина ламка та жостір проносний. На освітлених узліссях поширена також рідкісна цінна рослина — перстач білий.

## Фауна
В лісі мешкає багато видів кажанів, які охороняються Бернською конвенцією. Дана територія є відтворювальною ділянкою для кабана і козулі. На даній території відбувається міграція великих мас перелітних птахів восени і навесні. Зустрічається близько 40 видів гніздуючих птахів, що належать до лісових видів, характерних для даного регіону. На території заказника полюють нічні хижі птахи — сови. Зокрема виявлені сови сіра та вухата. Вони також знаходяться під охороною міжнародної Бернської конвенції.

## Галерея

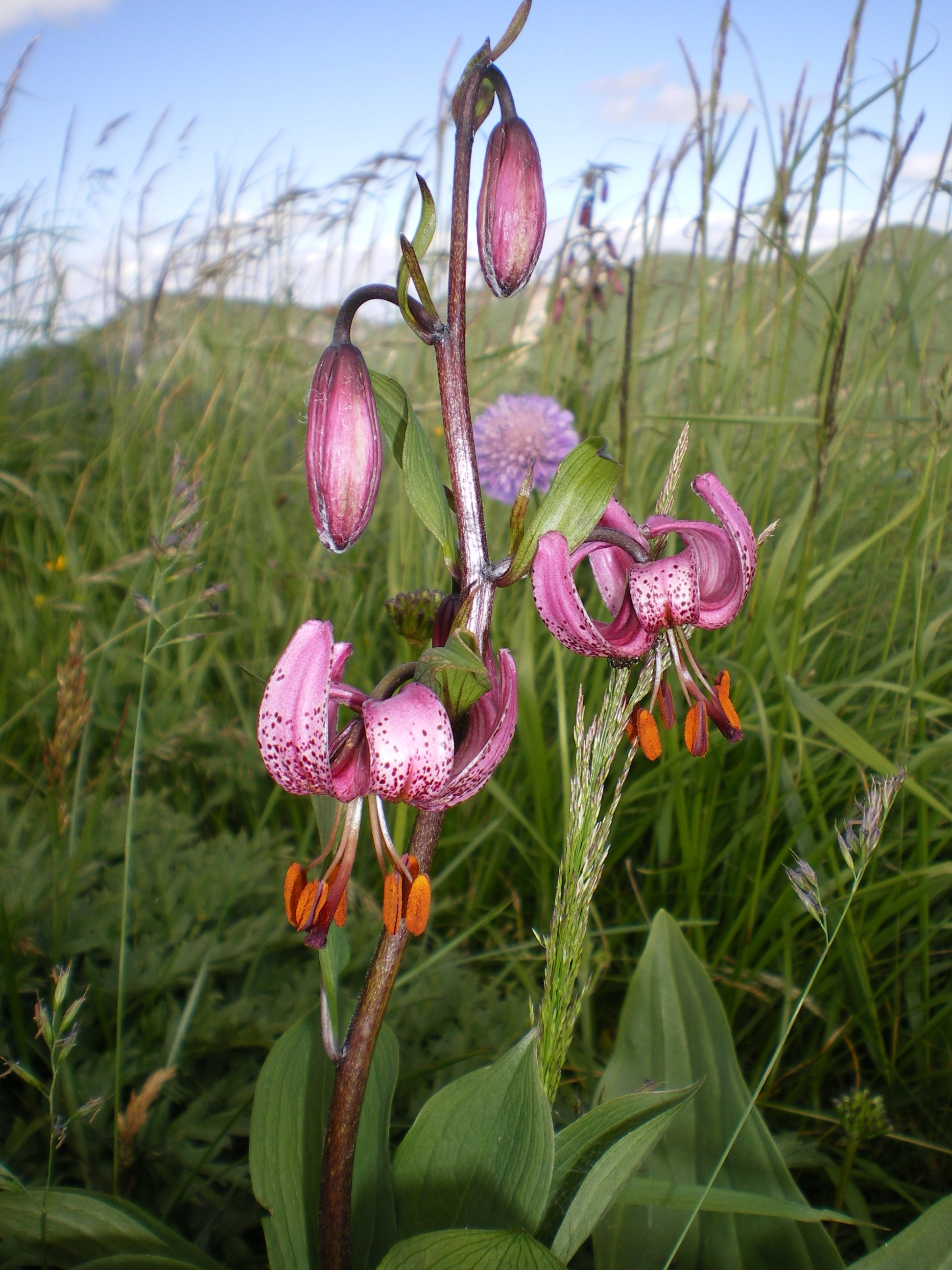
Лілія лісова
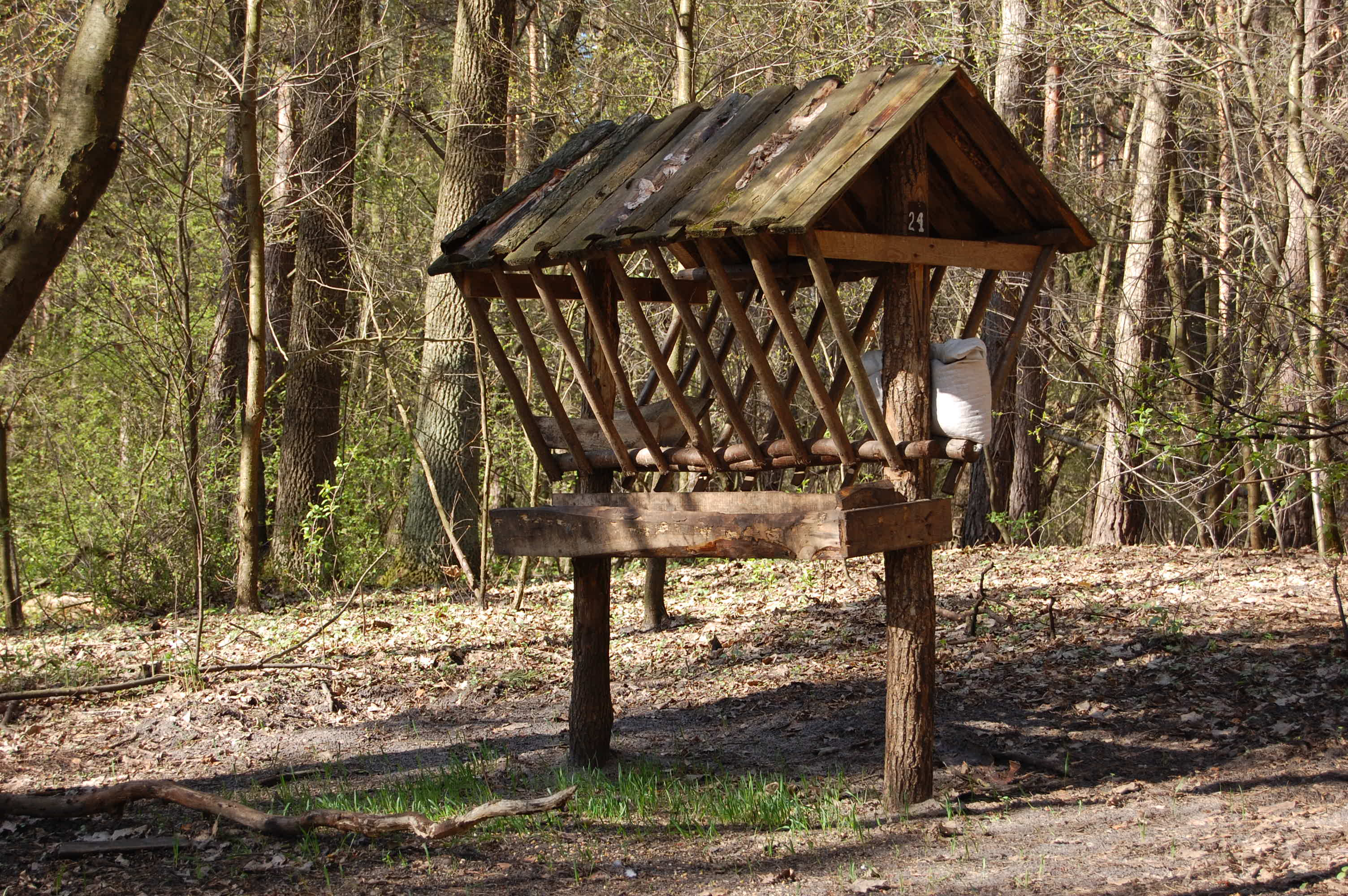
Гореницький заказник
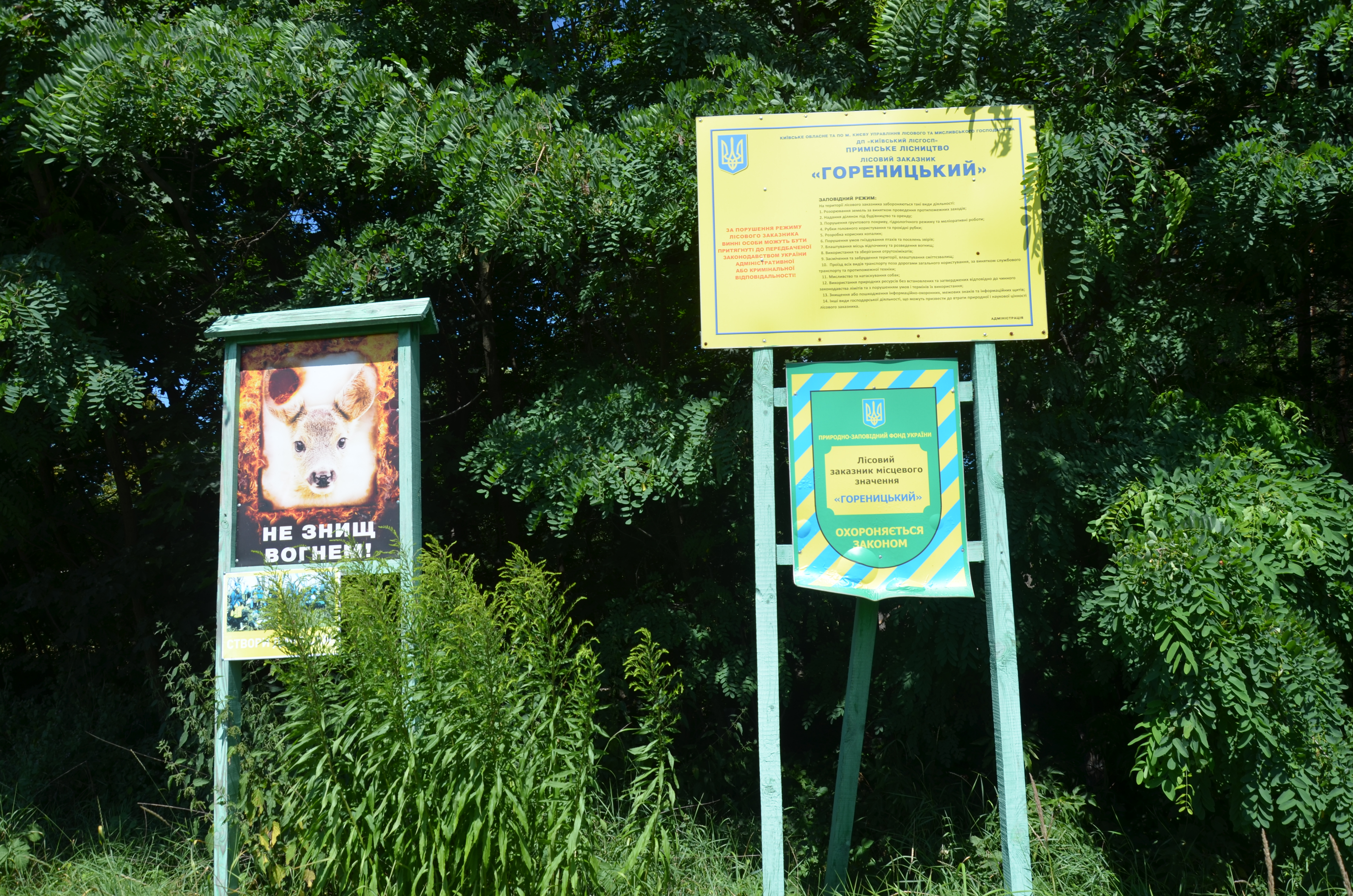
Гореницький заказник
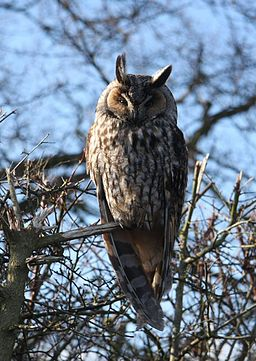
Сова вухата